# NGC 1311
NGC 1311 (również PGC 12460) – magellaniczna galaktyka spiralna z poprzeczką (SBm), znajdująca się w gwiazdozbiorze Zegara. Odkrył ją John Herschel 24 grudnia 1837 roku.